# Currie Wot

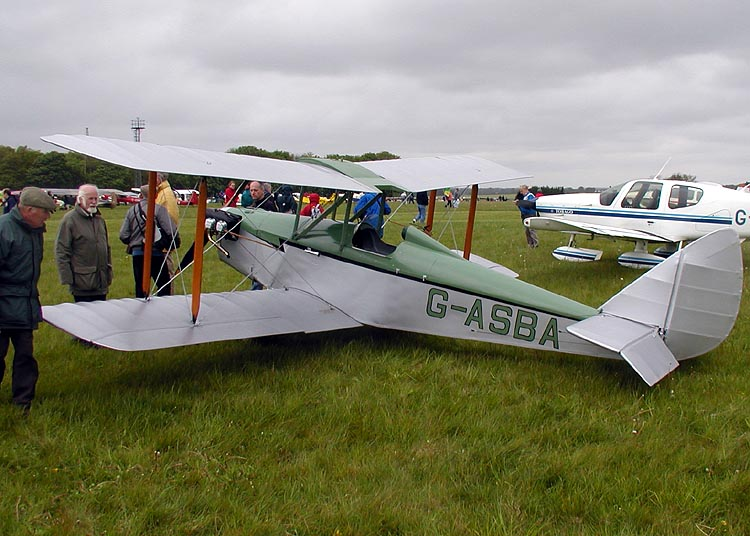

El Currie Wot fue un avión biplano acrobático británico de la década de 1930. Se vendieron planos para la construcción de la casa del avión.

## Especificaciones

### Características generales
- Tripulación: 1
- Longitud: 18 ft 31/2 in (5.58 m)
- Envergadura: 22 pies 1 in (6.73 m)
- Altura: 6 ft 9 in (2.06 m)
- Superficie del ala: 140 ft2 (13,02 m²)
- Peso vacío: 550 lb (250 kg)
- Máximo. peso de despegue: 900 lb (408 kg)
- Planta motriz: 1 o Aeronca-JAP J-99 de dos cilindros, 40 CV (30kW)

### Rendimiento
- Velocidad máxima: 95 mph (83 nudos, 153 km/h)
- Alcance: 240 millas (209 nmi, 386 km)
- Velocidad de ascenso: 600 ft/min (3,0 m/s)